# Afronicaragüenses
Los afronicaragüenses son nicaragüenses de ascendencia africana subsahariana. Existen cinco grupos étnicos distintos principales: Los criollos que descienden de los países anglo-caribeños y muchos de los cuales todavía hablan inglés (criollo nicaragüense), los Miskito Zambos son descendientes de esclavos españoles e indígenas centroamericanos que todavía hablan misquito y/o criollo de la costa misquita, los garífunas descendientes de zambos (caribes, arawaks, y náufragos cimarrones) expulsados de San Vicente que hablan Garífuna, los Cayo Rama zambos un subconjunto de los misquitos que hablan criollo de Cayo Rama, y los descendientes de los esclavizados por los españoles.

## Historia
Los primeros esclavos africanos que fueron transportados a Nicaragua fueron llevados por Gil González Dávila, quien los compró por 300 pesos en Panamá al administrador colonial de Pedrarias Dávila. De allí llevaron a once individuos esclavizados a la recién fundada Nicaragua. Ya estaban bautizados antes de ser llevados a Nicaragua. En 1531, el cabildo de León, pidió autorización al rey de España para extraer mil esclavos, libres de impuestos, para dárselos a los vecinos. El cabildo de Granada, España –en 24 de noviembre de 1544– Pidió la misma autorización para importar 50 personas para esclavizarlos en la apertura de los "rápidos del desagüe". Además, los colonos españoles, que ya no podían esclavizar a los nativos americanos siguiendo las Nuevas Leyes de 1542, requirieron trabajadores en sus haciendas recién formadas. Así, a partir de 1558, el obispo Lázaro Carrasco, encontrándose con los amerindios "casi todos consumidos" y menos de un centenar de vecinos españoles sin suficientes entradas reales, pidió al rey licencia para importar 600 afrodescendientes para esclavizarlos, remediarían la situación, es decir, podría producir la tierra. [cita requerida]
El número de los primeros africanos esclavizados que fueron importados debe haber sido considerable, tal vez miles. Debido a que la mayoría de los españoles que emigraron a América eran hombres, los soldados y colonos tomaron como compañeras y concubinas a mujeres indígenas y africanas. Ya en el siglo XVIII, la mayoría de los esclavos nacidos en el territorio eran mulatos. Según los documentos coloniales, los afrodescendientes que habían sido esclavizados provenían de grupos étnicos como Arara, principalmente el Ewé y el Fon de Ghana, Togo, Benín, el pueblo yoruba de Yorubalandia, ahora ubicado en Nigeria, Togo y Benín, el Ashanti (de Ghana), los de lo que ahora es conocida como "Angola", la región de la Congo, la "mina" y el "Mandinga" de Gambia. La proporción de esclavos hombres y mujeres era muy similar.
El mestizaje provocó una gran liberación de personas esclavizadas. Surgieron así clases medias formadas por zambos, mulatos y cuarterones (los que tienen una cuarta parte de sangre africana) y otras mezclas. Para 1820, las personas de ascendencia africana constituían el 84 % de la población.[cita requerida]
Pero muchos de ellos fueron mantenidos como esclavos, probablemente cientos. Así, durante la primera mitad del siglo XVII, muchos de los esclavos fueron utilizados en los molinos de añil. Desde el siglo XVII, varios grupos de esclavos se rebelaron contra sus dueños y emigraron a otros lugares y se establecieron en pequeñas colonias clandestinas, libres del dominio español. Por lo tanto, estos esclavos los "Cimarrones" se vieron afectados por varias órdenes reales emitidas en su contra. Uno de ellos acordó levantar un ejército contra esas colonias y devolver a los esclavos a sus dueños. Esta ley se cumplió en Nicaragua.
Sin embargo, los españoles no fueron los únicos en importar gente para convertirlos en esclavos de Nicaragua. Los ingleses, que fueron colonos en la costa de Nicaragua desde 1633, también importaron grupos de personas para esclavizar desde finales del siglo XVII. Los ingleses comenzaron a cultivar caña de azúcar e índigo alrededor de Bluefields y en las orillas del Río Coco, que eran cultivos que requerían mucha mano de obra. Los esclavos también fueron utilizados para las plantaciones de algodón y especialmente para el corte de caoba. Como en el caso de los esclavos importados por los españoles, los esclavos africanos de los ingleses se mezclaron con los pueblos indígenas misquitos, sumu y rama del área.
La mayoría de los caseros (derivado de "Casa"), hombres destinados al servicio doméstico en los hogares de criollos y españoles) esclavizaban a africanos y mulatos que también realizaban actividades agrícolas y ganaderas, pero no eran el sistema operativo principal. Finalmente, tras la independencia, la esclavitud fue abolida por decreto de la Asamblea Constituyente del 17 de abril de 1824.
Sin embargo, a principios del siglo XIX llegaron esclavos de Jamaica a las costas del Caribe nicaragüense, cuando la región era un protectorado británico. Se convirtieron en "criollos". Posteriormente, en 1832, algunos grupos de pueblo garífuna llegaron a la Costa Caribe de Nicaragua desde Honduras para luchar por su tierra, ser reconocidos como étnicos y preservar su identidad cultural. Sin embargo, los garífunas se encontraron con una férrea oposición del pueblo misquito, como indígena de estos territorios, y de los criollos, quienes los obligaron a aceptar el inglés como lengua para las transacciones comerciales y medio para la inserción y reconocimiento en la sociedad.

## Comunidades
La mayoría de los esclavos importados por los españoles a Nicaragua se mezclaron durante la época colonial y sus descendientes mulatos y moriscos también se remezclaron con la mayoría indígena, mestizo y blanco. Por eso, hoy en día, los descendientes de negros esclavizados que fueron importados por los españoles en Nicaragua son en su mayoría blancos o amerindios con algún ancestro negro. Entonces, la mayoría de los nicaragüenses negros descienden de las personas esclavizadas que fueron importadas por los inmigrantes británicos y antillanos que llegaron a las costas del país en el siglo XVII. La mayoría de los afronicaragüenses residen en la costa caribeña de Nicaragua, que es también la región vasta y escasamente poblada, que tuvo ocupación británica de 1635 a 1860. Los afronicaragüenses se dividen fundamentalmente en tres grupos, también presentes en Honduras, criollos (grupo mayoritario), Garifuna e indígenas zambos. La población afronicaragüense desciende de personas esclavizadas que fueron exportadas de lugares como Panamá, Nigeria, San Vicente y las Granadinas y Jamaica.

### Indígenas Zambos
Estos son grupos indígenas formados por la mezcla de afrodescendientes y las etnias indígenas Mayangna, pueblo Rama, y Misquitos. Sus antepasados africanos fueron esclavos africanos secuestrados y traídos como esclavos a Nicaragua por los colonizadores ingleses en la costa de Nicaragua, en 1633. Desde finales del siglo XVII, cuando los británicos obligaron a los africanos esclavizados a cultivar caña de azúcar e índigo alrededor de Bluefields ya orillas del Río Coco, allí fueron importados los primeros esclavos africanos para hacer el arduo y peligroso trabajo de los cañaverales. Los esclavos también fueron obligados a trabajar en las plantaciones de algodón y especialmente en la extracción de madera caoba. La llegada de esclavos africanos a la zona facilitó los mestizajes entre este grupo y los nativos del lugar, los ya mencionados Misquito, Sumu y Rama. Así, Sumo y Rama son zambos. Mientras que los misquitos son una mezcla de amerindios bawinka, africanos, zambos (sumos "tawahkas") y europeos.

### Criollos
En su mayoría son descendientes de antiguos esclavos de Jamaica, que llegaron a la región a principios del siglo XIX cuando la región era un protectorado británico y conservaba una rica cultura indígena. Es decir, son criollos. El criollo nicaragüense recibió de los ingleses su lengua, su religión y sus costumbres. Antaño, los costeños rebatieron la incapacidad del resto de nicaragüenses (Pacífico) para entender su identidad cultural, y aunque desde 1987 el Caribe tiene un régimen territorial diferente (Costa Caribe Norte y Costa Caribe Sur), muchos sectores aún se consideran desatendidos por el Estado central y Aún no se ha dado un traspaso legal, político, económico, religioso y cultural de la vida de la Costa Caribe al resto de Nicaragua.

### Garífuna
Viven en las costas del país. Son una mezcla de amerindios kalinagos y afrocaribeños de la isla de San Vicente (a diferencia de los criollos), desde donde fueron exportados a la isla de Roatán, Honduras porque los rebeló contra el dominio inglés de la isla. De allí migraron a la costa hondureña, desde donde se extendieron al resto de la costa centroamericana hasta Costa Rica.
Los garífunas llegaron a la Costa Caribe de Nicaragua en 1832 con los mismos objetivos que los motivaron desde su instalación en América continental (tras el naufragio del barco negrero en 1636 cerca de la isla de San Vicente en las Antillas Menores): luchar por su tierra , ser reconocidos como étnicos y preservar su identidad cultural. Sin embargo, los garífunas encontraron una feroz oposición de los misquitos, como indígenas de este territorio, y del criollo negro, quienes los obligaron a aceptar el inglés como lengua para las transacciones comerciales y medio para la inserción y reconocimiento en la sociedad, según investigaciones de etnicidad en el Caribe Nicaragüense, de Silvio Araica Aguilar y Cleopatra Morales (mayo de 2000). Los autores informan que “las mayores contradicciones entre criollos y garífunas, a pesar de tener los mismos ancestros de origen africano, radican en la genealogía de su composición étnica y por ende el resultado del sincretismo cultural” (mayo de 2000). Según el Informe de Desarrollo Humano de las Naciones Unidas para Centroamérica de 2003, en Nicaragua habría 2000 garífunas.

## Costas de Nicaragua: una región distinta
Los esclavos africanos llegan a la costa de Nicaragua durante el dominio comercial y político británico de la costa de Nicaragua (1524-1821), muchos de los cuales fueron exportados por los propios británicos (excepto los criollos). En 1860 Gran Bretaña y Estados Unidos firman un tratado, debido a que se desarrollaron negociaciones internacionales entre los dos países. Así, a partir de 1894, Inglaterra, abandona paulatinamente la costa caribeña, entregando en 1905, el territorio a empresas americanas, ocupando este último hasta 1930. Tras la retirada británica, en la costa caribeña, permanece durante 44 años como región autónoma de Nicaragua, teniendo sus propias leyes y reglamentos hasta 1894, cuando el presidente José Santos Zelaya dispuso la reintegración de la Mosquitia a Nicaragua, desarrollando monopolios para mestizos en la zona y a los intereses de Estados Unidos por el Departamento de Zelaya. Más allá de esto, el gobierno fomentó la inmigración masiva de mestizos nicaragüenses, especialmente de aquellos que se dedican a asuntos militares, comerciales, especulativos y empresarios. Inmigrantes y funcionarios del gobierno de Nicaragua fueron desalojados de sus tierras por los indígenas amerindios y afrodescendientes que vivían en ellas e impusieron fuertes multas a los nativos de la costa. Además, el gobierno abolió las leyes de la región y construyó las instituciones y estructuras del gobierno nicaragüense, formando escuelas, policías, gobierno, etc. Esta imposición de que se construyeran tales instituciones, se hizo mediante el uso de la fuerza. El resultado más importante fue la prohibición de la educación en inglés y en sus propios idiomas, únicos idiomas hablados por la población –población indígena, pueblo garífuna y afrodescendientes– de esta zona de Nicaragua. Causó un abandono de escuelas y colegios en la costa por generaciones. La costa nicaragüense siempre permaneció dominada económicamente por empresas estadounidenses hasta la década de 1930 cuando las empresas estadounidenses fueron reemplazadas paulatinamente por el capital de la familia Somoza y sus aliados hasta 1979 con el triunfo de la Revolución Sandinista. En 1987, la costa Caribe logró la autonomía de Nicaragua. El gobierno, temiendo la pérdida del territorio, lo dividió en dos regiones autónomas ahora conocidas como Región Autónoma de la Costa Caribe Sur y Región Autónoma de la Costa Caribe Norte, pero los conflictos internos persisten.